# Capitulaire De Villis
Droit Romano-germain
Droit du haut Moyen Âge
 (novembre 2020).
Le capitulaire De Villis est un acte législatif de Charlemagne datant de la fin du VIIIe ou du début du IXe siècle. Charlemagne, roi des Francs depuis 768, roi des Lombards depuis 774, est couronné empereur par le pape Léon III le 25 décembre 800 et règne jusqu'en 814.
Le nom officiel de ce texte est : Capitulare de villis vel curtis imperii, c'est-à-dire « Capitulaire concernant les domaines et les cours de l'empire ».

## Philologie

### Le manuscrit
Il existe à l'heure actuelle un seul manuscrit connu du capitulaire De Villis, conservé à la bibliothèque Herzog August de la ville de Wolfenbüttel, située dans le Land de Basse-Saxe.
Le manuscrit compte une quarantaine[réf. nécessaire] de pages. 
Outre le texte du capitulaire, il comporte trois textes édités sous le titre Brevium exempla ad describendas res ecclesiasticas et fiscales (« Exemples de brefs pour la description des propriétés ecclésiastiques et fiscales »). Cette partie contient notamment la description du fisc d'Annappes.

### Date: probablement après 800
L'auteur et la date de ce long texte sont inconnus comme c'est souvent le cas pour les manuscrits carolingiens. Cependant, le fait que le document s'intitule imperii plutôt que regni incite à penser qu'il a été rédigé après le couronnement de Charles comme empereur à la Noël 800.

### Élaboration et rédaction du capitulaire
Cette véritable somme technique n'a pu être élaborée en entier par Charlemagne, mais reflète sa volonté politique, économique et culturelle. Cependant, certains auteurs[Qui ?] pensent qu'il aurait pu participer à certains articles, notamment ceux qui concernent la vénerie ou la fauconnerie.
Ce texte, qui s'intéresse et décrit minutieusement mille choses et activités (les métiers, les tissus, la chasse, la boucherie, la médecine, la botanique, l'agriculture, l'alimentation, mais aussi l'autorité dévolue à la reine, l'enseignement et la création d'écoles, etc.), n'a pas pu de toute évidence être écrit par un seul homme mais par une équipe complète. C'est une œuvre collective : l'une des premières du genre[réf. nécessaire].
Pour tenter d'attribuer une paternité à ce capitulaire, il ne reste que les érudits, les savants de l'époque au premier rang desquels arrivent les moines. Selon les spécialistes de la question[Qui ?], ce serait, pour sa plus grande partie, l'œuvre de l'un des grands scribes de Charlemagne. On[Qui ?] penche aujourd'hui pour Alcuin.

## Présentation du contenu
Charlemagne fait part, à destination des villici, les gouverneurs de ses domaines (villæ, villis), d'un certain nombre d'ordres ou de recommandations qui pourront être contrôlés par les missi dominici (« les envoyés du maître »). Ce n'est pas une ordonnance générale mais un règlement presque exclusivement domestique. Il a été publié pour la première fois par Hermann Conring, une première édition en 1647, une seconde en 1655, à la suite des lettres du pape Léon III, d'après le manuscrit qui était alors conservé dans la bibliothèque de Helmstadt.
Ce document est surtout connu par ses capitules (articles) 43, 62 et, surtout, 70, qui contient la liste d'une centaine de plantes, arbres, arbustes ou simples herbes dont la culture est préconisée, ordonnée dans les jardins du domaine royal. Par cette longue ordonnance de  70 articles (les fameux capitulæ), Charlemagne entendait, huit siècles avant Sully, réformer entièrement l'agriculture et l'administration de ses domaines, immenses superficies puisqu'ils s'étendaient de l'Allemagne à l'Espagne. Cependant, il serait par trop inexact et restrictif de réduire ce texte de  70 capitules à ces seuls trois articles puisqu'il « énumère [aussi] les types d’artisans idéalement attachés au service du souverain dans le cadre des domaines fonciers relevant du fisc (...) [comme] des forgerons et orfèvres (...), des charpentiers, [des] fabricants de savon, [des] boulangers, [des] maîtres-brasseurs et [des] mineurs.»

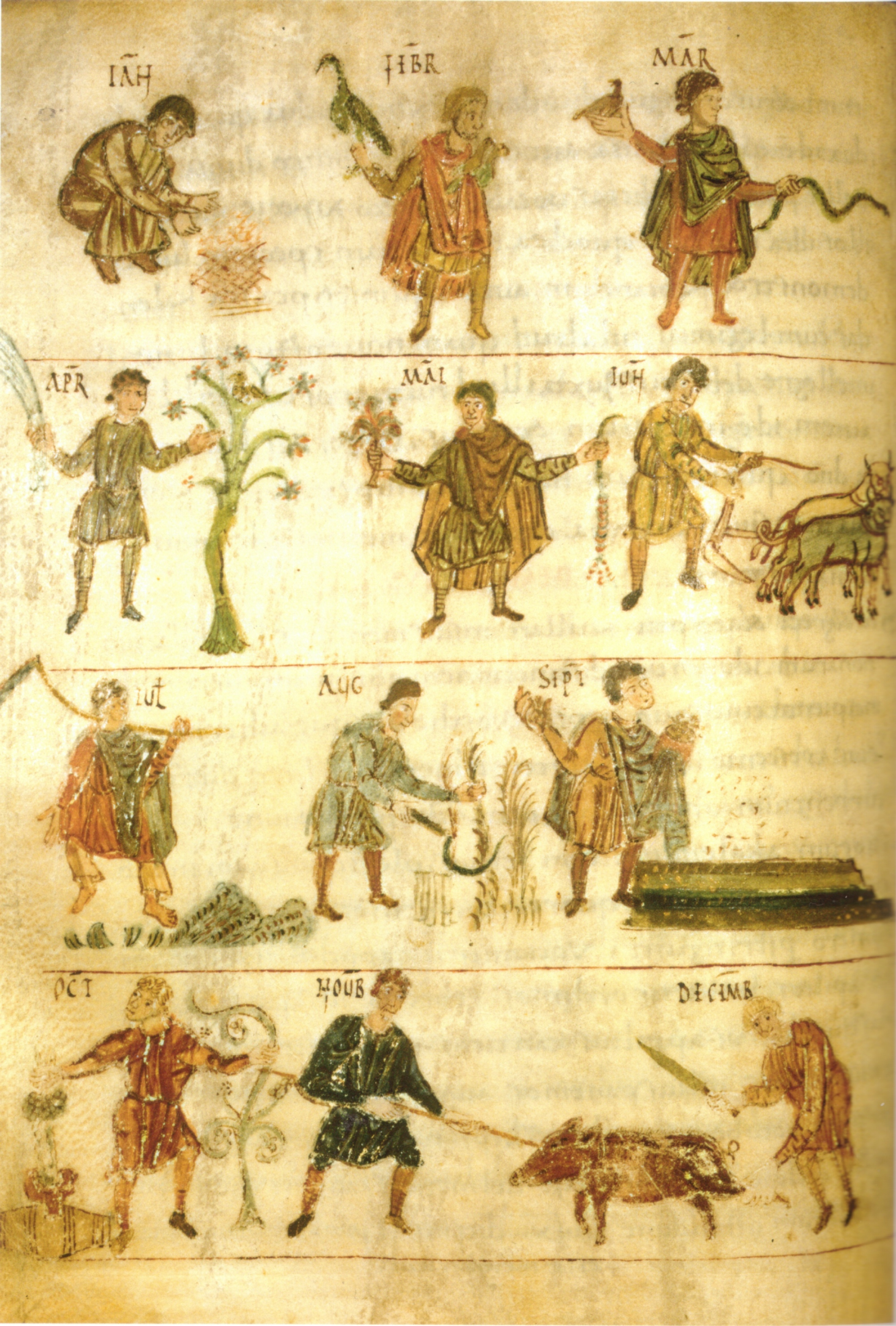
Calendrier des activités par saison, époque des Carolingiens au IXe siècle.

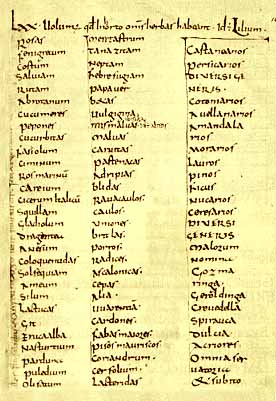
Chapitre LXX du Capitulare de Villis vel curtis imperii.

## L'article 70
Bien qu'identifier précisément les espèces sélectionnées ne soit pas toujours aisé, la longue énumération des  94 plantes (73 herbes, 16 arbres fruitiers, 5 plantes textiles et tinctoriales) que les domaines royaux se doivent de cultiver, contenue dans les chapitres 43, 62, et surtout 70, donne de précieuses indications sur les fruits et légumes cultivés à l'époque en Europe Occidentale.

### Les jardins modélisés
Pour la première fois, les différents jardins des moines sont clairement nommés et situés dans l'espace ; de même leurs attributions et leur contenu sont définis et, pour certains, détaillés. On obtient ainsi trois sortes de jardins différents :
- L'herbularius ou jardin des simples : en général, c'est à la fois, un jardin de plantes médicinales, d'essences aromatiques et condimentaires, pour la simple raison que pour la plupart des plantes alimentaires, ces denrées sont aussi des remèdes ;
- L'hortus ou potager : littéralement « enclos » ;
- Le viridarium ou verger : « vergier » en vieux français, planté de vigne, de charmille et de buis, pouvant aussi évoluer en jardin d'agrément. Il doit contenir plusieurs exemplaires de chacun des 16 arbres fruitiers suivants : noyer, noisetier, pommier, poirier, prunier, sorbier, néflier, châtaignier, pêcher, cognassier, amandier, mûrier, laurier, pin, figuier, cerisier.

## Le capitulaireDe Villisde nos jours
Aujourd'hui beaucoup de monastères possèdent un jardin (plus ou moins) conforme au capitulaire. Citons, outre Corbie :
- Le jardin de l'abbaye de Saint-Benoît-sur-Loire ;
- Le jardin de l'abbaye de Saint-Gall en Suisse, datant du IXe siècle ;
- Le jardin carolingien de Melle, situé à Melle (dans les Deux-Sèvres, dans le site archéologique des « anciennes mines d'argent des rois francs »), qui est une restitution au plus près des jardins de l'époque carolingienne. Les cultures s'inspirent du capitulaire De Villis ; le tracé même du jardin, quant à lui, est à l'image du jardin du monastère de Saint-Gall.

On peut citer également le jardin monastique médiéval de Tusson (Charente) créé dans les années 1995 par le Club Marpen (qui s'est également inspiré des plans de St-Gall) autour des vestiges du prieuré double de l'ordre de Fontevraud situé dans le bas du village
Les espèces qui suivent sont toutes mentionnées dans le chapitre LXX du Capitulaire de Villis, avec leur nom commun et le nom scientifique correspondant.
| espèce           | nom commun                    | nom scientifique                  | famille          |  |
| ---------------- | ----------------------------- | --------------------------------- | ---------------- |  |
| lilium           | Lys                           | Lilium candidum                   | Liliacées        |  |
| rosas            | Rose                          | Rosa                              | Rosacées         |  |
| fenigrecum       | Fenugrec                      | Trigonella foenum-graecum         | Fabacées         |  |
| costum           | Menthe-coq                    | Tanacetum balsamita               | Asteracées       |  |
| salviam          | Sauge                         | Salvia officinalis                | Lamiacées        |  |
| rutam            | Rue                           | Ruta graveolens                   | Rutacées         |  |
| abrotanum        | Aurone                        | Artemisia abrotanum               | Asteracées       |  |
| cucumeres        | Concombre                     | Cucumis sativus                   | Cucurbitacées    |  |
| pepones          | Melon                         | Cucumis melo                      | Cucurbitacées    |  |
| cucurbita        | Calebasse ou Gourde           | Lagenaria siceraria               | Cucurbitacées    |  |
| fasiolum         | Cornille                      | Vigna unguiculata                 | Fabacées         |  |
| ciminum          | Cumin                         | Cuminum cyminum                   | Apiacées         |  |
| ros marinus      | Romarin                       | Rosmarinus officinalis            | Lamiacées        |  |
| careium          | Carvi                         | Carum carvi                       | Apiacées         |  |
| cicerum italicum | Pois chiche                   | Cicer arietinum                   | Fabacées         |  |
| squilla          | Scille maritime               | Drimia maritima                   | Hyacinthacées    |  |
| gladiolum        | Glaïeul                       | Gladiolus                         | Iridacées        |  |
| dragantea        | Estragon                      | Artemisia dracunculus             | Asteracées       |  |
| anesum           | Anis                          | Pimpinella anisum                 | Apiacées         |  |
| coloquentida     | Coloquinte                    | Citrullus colocynthis             | Cucurbitacées    |  |
| solsequiam       | Souci                         | Calendula officinalis             | Asteracées       |  |
| ameum            | Khella                        | Ammi visnaga                      | Apiacées         |  |
| silum            | Chervis                       | Sium sisarum                      | Apiacées         |  |
| lactuca          | Laitue                        | Lactuca sativa                    | Asteracées       |  |
| git              | Nigelle                       | Nigella sativa                    | Ranunculacées    |  |
| eruca alba       | Roquette                      | Eruca sativa                      | Brassicacées     |  |
| nasturtium       | Cresson de fontaine           | Nasturtium officinale             | Brassicacées     |  |
| parduna          | Grande bardane                | Arctium lappa                     | Asteracées       |  |
| puledium         | Menthe pouliot                | Mentha pulegium                   | Lamiacées        |  |
| olisatum         | Maceron                       | Smyrnium olusatrum                | Apiacées         |  |
| petreselinum     | Persil                        | Petroselinum crispum              | Apiacées         |  |
| apium            | Céleri                        | Apium graveolens                  | Apiacées         |  |
| levisticum       | Livèche                       | Levisticum officinale             | Apiacées         |  |
| savinam          | Genévrier sabine              | Juniperus sabina                  | Cupressacées     |  |
| anetum           | Aneth                         | Anethum graveolens                | Apiacées         |  |
| fenicolum        | Fenouil                       | Foeniculum vulgare                | Apiacées         |  |
| intubas          | Chicorée endive               | Cichorium intybus                 | Asteracées       |  |
| diptamnum        | Fraxinelle                    | Dictamnus albus                   | Rutacées         |  |
| diptamnum        | Dictame de Crète              | Origanum dictamnus                | Lamiacées        |  |
| sinape           | Moutarde blanche              | Sinapis alba                      | Brassicacées     |  |
| satureia         | Sarriette commune             | Satureja hortensis                | Lamiacées        |  |
| sisimbrium       | Herbe au chantre ou Barbarée  | Sisymbrium officinale             | Brassicacées     |  |
| mentam           | Menthe poivrée                | Mentha piperita                   | Lamiacées        |  |
| mentastrum       | Menthe en épi ou Menthe verte | Mentha spicata                    | Lamiacées        |  |
| tanazitam        | Tanaisie                      | Tanacetum vulgare                 | Asteracées       |  |
| neptam           | Cataire                       | Nepeta cataria                    | Lamiacées        |  |
| febrefugiam      | Camomille Sauvage             | Matricaria chamomilla             | Asteracées       |  |
| papaver          | Pavot                         | Papaver                           | Papaveracées     |  |
| beta             | Bette                         | Beta vulgaris                     | Amaranthacées    |  |
| vulgigina        | Asaret d'Europe               | Asarum europaeum                  | Aristolochiacées |  |
| mismalvas        | Mauve musquée                 | Malva moschata                    | Malvacées        |  |
| alteas           | Guimauve                      | Althaea officinalis               | Malvacées        |  |
| malvas           | Grande mauve                  | Malva sylvestris                  | Malvacées        |  |
| carvitas         | Carotte                       | Daucus carota                     | Apiacées         |  |
| pastenacas       | Panais                        | Pastinaca sativa                  | Apiacées         |  |
| adripias         | Arroche des jardins           | Atriplex hortensis                | Amaranthacées    |  |
| blidas           | Amarante blette               | Amaranthus blitum                 | Amaranthacées    |  |
| ravacaulos       | Chou-rave                     | Brassica oleracea var. gongylodes | Brassicacées     |  |
| caulos           | Chou                          | Brassica oleracea                 | Brassicacées     |  |
| uniones          | Oignon                        | Allium cepa                       | Amaryllidacées   |  |
| britlas          | Ciboulette                    | Allium schoenoprasum              | Amaryllidacées   |  |
| porros           | Poireau                       | Allium porrum                     | Amaryllidacées   |  |
| radices          | Radis                         | Raphanus sativus                  | Brassicacées     |  |
| ascalonica       | Échalote                      | Allium oschaninii                 | Amaryllidacées   |  |
| cepas            | Ciboule                       | Allium fistulosum                 | Amaryllidacées   |  |
| alia             | Ail                           | Allium sativum                    | Amaryllidacées   |  |
| warentia         | Garance                       | Rubia tinctorum                   | Rubiacées        |  |
| cardones         | Cardon, Artichaut             | Cynara cardunculus                | Asteracées       |  |
| fabas majores    | Fèves                         | Vicia faba                        | Fabacées         |  |
| pisos mauriscos  | Pois                          | Pisum sativum                     | Fabacées         |  |
| coriandrum       | Coriandre                     | Coriandrum sativum                | Apiacées         |  |
| cerfolium        | Cerfeuil                      | Anthriscus cerefolium             | Apiacées         |  |
| lacterida        | Épurge                        | Euphorbia lathyris                | Euphorbiacées    |  |
| sclareiam        | Sauge sclarée                 | Salvia sclarea                    | Lamiacées        |  |

## Le texte et ses éditions

### Manuscrit
- De villis vel curtis imperii, bibliothèque de Wolfenbüttel, ms. Helmstadet 254

### Éditions modernes
- Hermannus Conringius, Leonis III Papae Epistolae ad Carolum Magnum Imperatorem : Capitulare Caroli M. de villis suis, Helmestadii, Typis & sumtibus Henningi Mulleri, 1655 (lire en ligne).
- Étienne Baluze, Pierre Chiniac de La Bastide (ed.), « Capitulare de villis  Karoli Magni illius, id est, antequàm fieret Imperator », dans Capitularia regum Francorum. Additæ sunt Marculfi monachi & alliorum formulæ veteres, & notæ doctissimorum virorum, chez François-Augustin Quillau, Paris, 1780, tome 1, col. 331-342 (lire en ligne)
- Georg Heinrich Pertz , « Capitulare de villis imperialibus », dans Monumenta Germaniae Monumenta, 1835, p. 181-187 (lire en ligne)
- Alfred Boretius, « Capitulare de Villis », dans Capitularia regum Francorum (Monumenta Germaniae Historica), Hanovre, 1883, tome 1, p. 82-91 (lire en ligne)
- R. Schneider, « Capitulare de villis », dans Kapitularien, Göttingen, 1968, p. 20-28 (texte dans Bibliotheca Augustana, 1978)
- Carlrichard Brülh, « Capitulare de Villis », dans Monumenta Germaniae Historica, Stuttgart, 1971

### Ouvrages en allemand
- Johann Heinrich Ress (de), Des Kaisers Karls des Großen Capitulare de Villis zum Belage seiner Stats und Landwirthschaftskunde, chez Carl Gottfried Fleckeisen, Helmstedt, 1794, 125p. (lire en ligne)
- Karl Gareis, Die Landgüterordnung Kaiser Karls Des Grossen (Capitulare de Villis Vel Curtis Imperii), J. Guttentag, Berlin, 1895 (lire en ligne)
- E. Winckler, Zur Lokalisierung des sogenannten Capitulare de villis, dans Zeitschrift für romanische Philologie, 1913, tome 37, p. 513
- Alfons Dopsch, Das Capitulare de Villis, die Brevium Exempla und der Bauplan von St. Gallen, dans Vierteljahrschrift für Sozial- und Wirtschaftsgeschichte, 1916, no 13, p. 41-70
- Theodor Mayer, Zur entstehung des capitulaire de villis, dans Vierteljahrschrift für Sozial und Wirtschaftsgeschichte, 1924, p. 112-127

### Ouvrages en français
- Benjamin Guérard, « Explication du capitulaire de Villis », Bibliothèque de l'École des chartes, vol. 14,‎ 1853 :
  - Première partie, p. 201-247 en ligne sur Persée ;
  - Deuxième partie, p. 313-350 en ligne sur Persée ;
  - Troisième partie, p. 546-572 en ligne sur Persée.
- Marc Bloch, « L'origine et la date du Capitulare de Villis », Revue historique, 1923, tome 55, p. 40-56 en ligne sur Gallica
- François Louis Ganshof, « Observations sur la localisation du Capitulare de Villis », Le Moyen Âge, 1949, no 3-4, p. 201-224 en ligne sur Gallica
- Jean Barbaud, « Le capitulaire De villis et le développement des jardins médicinaux sous Charlemagne », Histoire des sciences médicales, 1989, volume 23, no 4, p. 299-308 en ligne
- Élisabeth Magnou-Nortier, « Capitulaire De Villis et curtis imperialibus (vers 810-813) : texte, traduction et commentaire », Revue historique, no 607, juillet-septembre 1998, p. 643-690 en ligne sur Gallica.
- Marcelo Cândido da Silva, « L'économie morale carolingienne (fin VIIIe début IXe siècle) », Médiévales, printemps 2014, no 66, p. 159-178 en ligne sur Opendedition

### Autres
- Charles H. Taylor, « The unity of the "Capitulare de Villis" », Revue belge de Philologie et d'Histoire, 1924, no 3-4, p. 759-768 en ligne sur Persée.